# Сагмосаван
Сагмосаван (вірм. Սաղշոսավան) — село в марзі Арагацотн, на заході Вірменії. Село розташоване на правому березі річки Касах, за 14 км на північ від міста Аштарак та за 2 км на схід від села Арташаван. Селі розташований монастир Сагмосаванк, побудований у 1215 р.